# Lichtplanung
Als Lichtplanung (englisch lighting design) bezeichnet man die bewusste Gestaltung der Umgebung mit Hilfe von Licht. Die Lichtplanung unterliegt nicht nur ästhetischen Anforderungen. „Ganzheitliche Lichtplanung“ (Frank Nowicki) bezieht vor allem auch energetische Aspekte, den verantwortungsvollen Umgang mit der Umwelt, der Tier- und Pflanzenwelt, sowie den natürlichen Lebens- und Tagesrhythmus der Menschen mit ein. Die technische Lichtplanung unterscheidet sich vom Lichtdesign darin, dass sie von Anfang an Einfluss auf die Architektur und Gestaltung von Objekten nimmt.
In der architektonischen Lichtplanung wird unterschieden zwischen:
- Tageslichtplanung mit Tageslicht, Himmelslicht bzw. Sonnenlicht, mit deren Hilfe Objekte belichtet werden;
- Kunstlichtplanung mit Kunstlicht, mit dessen Hilfe Objekte beleuchtet werden.

Architektonische Lichtplanung gibt es in der Form der Planung der Belichtung oder Beleuchtung einzelner Gebäude oder anderer Objekte, aber auch in der Form einer kommunalen Gesamtplanung. Instrumente einer solchen Gesamtplanung sind zumeist Lichtmasterpläne der Kommunen.
Ähnliche Differenzierungen werden in der Fotografie vorgenommen, wobei die Lichtplanung hierbei nur von vorübergehender Dauer ist. Hier wird vor allem unterschieden zwischen:
- Beleuchtung mit Kunstlicht im Fotostudio durch Blitzlicht oder Studioblitz
- Beleuchtung mit vorhandenem Licht: Available-Light-Fotografie.

Siehe auch: Funktionsweise eines Fotostudios, Lichtführung

## Vorgeschichte der Lichtplanung
In der Ursprungszeit der Lichtplanung kann man zunächst kaum differenzieren zwischen Tageslichtplanung und Kunstlichtplanung. Da die Gestaltung durch Kunstlicht aufgrund mangelnder Beleuchtungsoptionen sehr mühsam war, musste die Tageslichtarchitektur zunächst von größerer Bedeutung sein. Das bedeutete, dass die Architektur immer an die Qualität des herrschenden Tageslichts angepasst wurde. So bestimmte das natürliche Licht etwa die Ausrichtung der Gebäude, aber auch die Komposition der Innenräume. Maßgeblich war hier die Einfallsrichtung der Sonne. Da die Sonne aber nicht nur Vorteile mit sich bringt, sondern auch Herausforderungen wie Schattenwurf, Blendung und vor allem Hitze, entwickelte sich in Ländern mit starkem Sonnenlichtanteil eine Architekturform mit kleinen Fenstern und lichtreflektierenden Außenwänden.
Die erste Quelle des Kunstlichts war das Feuer in verschiedenen Varianten, optimiert als Fackel mit brennbaren Materialien. Petroleum- und Öllampen sorgten für einen deutlichen Fortschritt im Bereich des Kunstlichts. Aber sie erhöhten nicht die Leuchtkraft der Flamme. Diese Tatsache führte dahin, das Kunstlicht bis weit ins 18. Jahrhundert nicht den Stellenwert einnehmen konnte wie Tageslicht.
Erst mit der Herausbildung der modernen Naturwissenschaften wurden Technologien entwickelt, um im Bereich des Kunstlichts wesentliche Fortschritte zu erzielen. Der Durchbruch des Kunstlichts hängt eng mit der Entwicklung chemischer Verfahren zusammen, die Gasbeleuchtung ermöglichten. Aber auch die elektrotechnische Revolution hatte größten Einfluss auf die Entwicklung des Kunstlichts: Anfang des 19. Jahrhunderts war es möglich geworden, elektrisches Licht mittels zweier Kohleelektroden zu erzeugen. Mit der Perfektionierung des Kunstlichts, aber auch der weiteren architektonischen Ausdifferenzierung der Tageslichtlenkung wurde die moderne Lichtplanung als eigenständige Disziplin begründet.

## Entwicklungen der Lichtplanung
Gerade im sakralen Bau von Kirchen, Moscheen, Synagogen, aber auch bereits bei früheren Formen des Tempelbaus war der richtige Lichteinsatz immer schon von herausragender Bedeutung. Aber von Lichtplanung im heutigen Sinn spricht man erst seit Joachim Teichmüller, Gründer des ersten Deutschen Instituts für Lichttechnik in Karlsruhe. Er prägte den Begriff „Lichtarchitektur“ ab 1926 und definierte Licht als gleichwertigen Baustoff der Architektur. Mit der terminologischen Differenzierung von Richard Kelly wurde bereits in der zweiten Hälfte des 20. Jahrhunderts ein Paradigmenwechsel vollzogen: die qualitative Lichtplanung orientierte sich nicht mehr am Baustoff Licht, sondern an der wahrnehmungspsychologischen Wirkung. Er unterscheidet zwischen:
- ambient luminescence – Licht zum Sehen
- focal glow – Licht zum Hinsehen
- play of brilliants – Licht zum Ansehen[4]

Nachdem die wahrnehmungspsychologischen Grundlagen und die technischen Konsequenzen für die Lichtplanung insbesondere von Walter Witting erschlossen wurde, löst sich die aktuelle Entwicklung der Lichtplanung mehr und mehr von der rein visuellen Seite des Lichts.
Human Centric Lighting oder „Ganzheitliche Lichtplanung“ berücksichtigt gerade in der Planung von Privat- und Geschäftsgebäuden, öffentlichen Einrichtungen und Pflegeeinrichtungen den gesamten Stoffwechsel des Menschen und passt sich an dessen Tag-Nacht-Rhythmus an. Auch die Lichtplanung von Städten und Außenbereichen wurde seit Bekanntwerden der gravierenden Folgen der Lichtverschmutzung auf Mensch und Natur hinterfragt und bezieht immer mehr ökologische Aspekte in ihre Arbeit mit ein.

## Lichtplanung und zirkadianer Rhythmus
Mit dem Durchbruch der LED-Technik, das nun das gesamte Farbspektrum abbilden kann, sind Beleuchtungssituationen möglich geworden, die das Kunstlicht flächendeckend dem Tageslicht annähern kann. Pilotprojekte wie der Artifical Sky simulieren bereits an der Zimmerdecke tageslichtnahe und dynamische Lichtprozesse. Da die Menschen in Europa ihre Tätigkeiten zu 90 % in Innenräumen verrichten, hat die Anpassung des Kunstlichts an das natürliche Licht und die Tageslichtlenkung an zentralem Stellenwert gewonnen. Gerade die ausreichende Versorgung mit Tageslicht in der Arbeitswelt wird staatlich streng reguliert. Doch Modellrechnungen bei Industriegebäuden zeigen, dass es sich dabei nicht um Wettbewerbsverzerrungen handelt, sondern Investitionen in Licht auch für Arbeitgeber positive Effekte besitzen. Bei einer Investition von +1 Prozent in Beleuchtung ist zu erwarten, dass sich dieser Faktor dank besserer Arbeitsqualität und Gesundheit der Mitarbeiter 800-fach auszahlt.

## Unterschied zur Elektroplanung
Ein häufiges Missverständnis in der Lichtplanung liegt darin, dass es Aufgabe eines Elektroplaners sei, ein geeignetes Lichtkonzept für Gebäude zu entwickeln. Die Lichtplanung ist jedoch ein eigenständiges Aufgabenfeld. Der Elektroplaner entwirft ein rein funktionales Konzept, das zwar den geltenden Normen entspricht, aber das Gebäude nur auf elektrotechnischer Weise zu betrachten hat. Die moderne Lichtplanung dagegen erweitert die technische Seite durch Fragen der biologischen, psychologischen und emotionalen Lichtwirkung. Energieeffizienz spielt auch hier eine bedeutende Rolle und Aspekte wie Sehkomfort, Arbeitseffizienz und Ästhetik sind relevant.

## Lichtleistung, Lichtstärke und Beleuchtungsstärke
Wie hell eine Lampe, ein Strahler oder eine Leuchte strahlt, ist gerade in Wohnbereichen besonders wichtig. Die Lichtleistung, auch Lichtstrom genannt, gibt dabei über die Stärke des Lichts Auskunft und wird in Lumen (lm) angegeben. So erreicht beispielsweise eine 60 Watt Glühbirne einen Lichtstrom von rund 600 Lumen, eine 40 Watt Birne hingegen etwas 2.300 Lumen. Die Lichtstärke gibt an, wie viel Lichtstrom pro Raumwinkel abgegeben wird, da das Licht durch Reflektoren oder andere bautechnische Umstände nicht in alle Richtungen gleichzeitig abgestrahlt wird. Die Lichtstärke wird dabei in Candela (cd) angegeben. Die Beleuchtungsstärke, die in Lux (lx) angegeben wird, ist der Wert dafür, wie viel Licht auf einer bestimmten Fläche ankommt. Die Mittagssonne strahlt beispielsweise mit rund 100.000 Lux. Eine durchschnittliche Beleuchtung in einem Büro lediglich mit rund 500 Lux.

## Allgemeinverständliche Literatur (Auswahl)
- Christian Bartenbach: Licht: Meine Erkenntnisse. Birkhäuser Verlag, Basel/Berlin/Boston 2021, ISBN 978-3-0356-2293-5.
- Frank Nowicki: Jeder Mensch hat das Recht auf gutes Licht, Stuttgart 2020, ISBN 978-3-00-064870-0
- Alexander Wunsch: Die Kraft des Lichts, München 2019, ISBN 978-3-7423-0911-2